# Oszczeklin
Oszczeklin – wieś w Polsce położona w województwie wielkopolskim, w powiecie kaliskim, w gminie Koźminek.
W latach 1975–1998 miejscowość administracyjnie należała do województwa kaliskiego.
- Oszczeklin, [w:] Słownik geograficzny Królestwa Polskiego, t. VII: Netrebka – Perepiat, Warszawa 1886, s. 749.